# Privilegium concessum de constructione Aquilae
(Federico II di Svevia, Privilegium concessum de constructione Aquilae, XIII secolo)

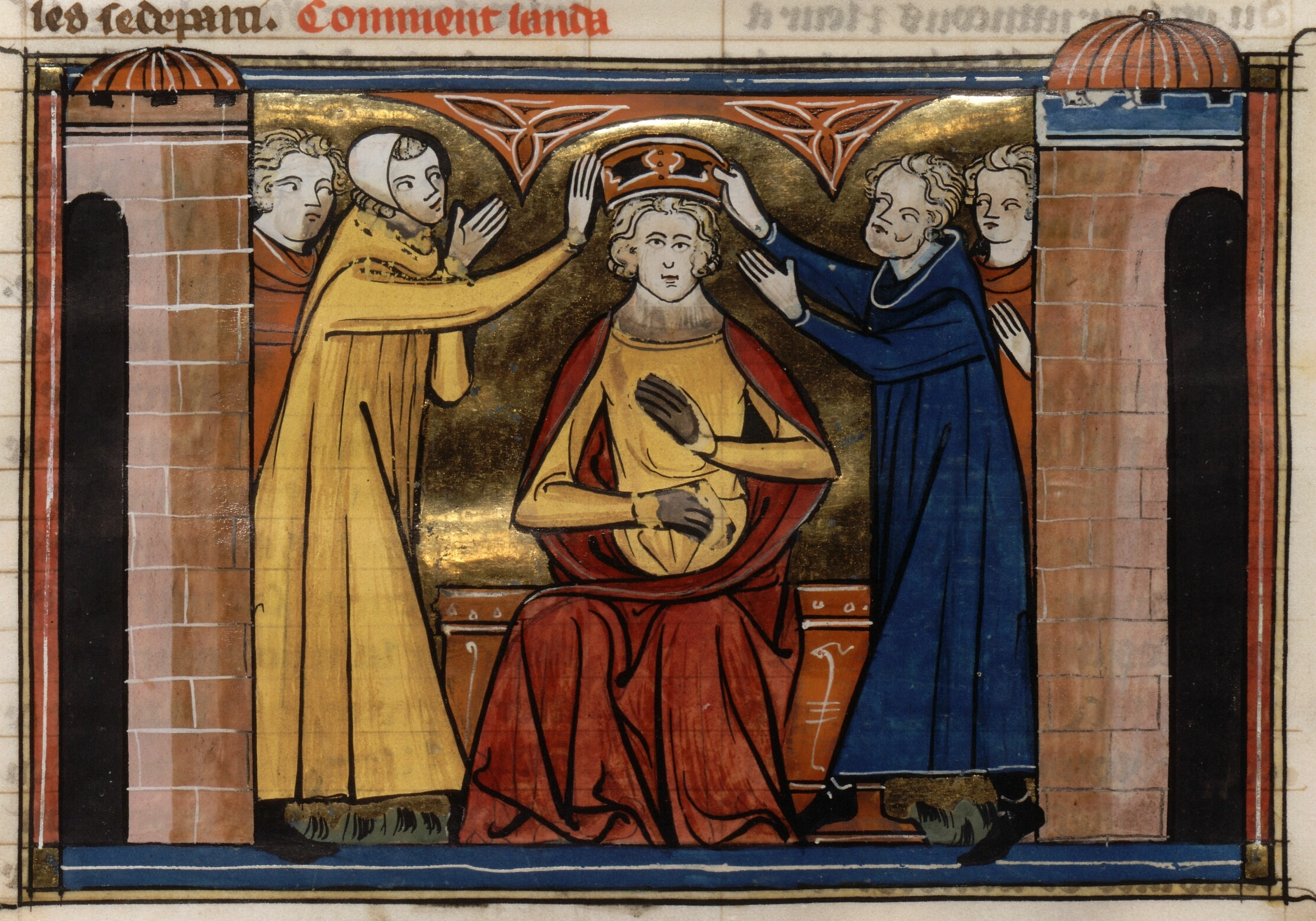
Corrado IV incoronato, miniatura di Richard de Montbaston (1337)

Il Privilegium concessum de constructione Aquilae (in italiano: "Privilegio promulgato per la costruzione di Aquila") è un atto promulgato dall'imperatore Corrado IV di Svevia, figlio di Federico II di Svevia, entro il 20 maggio 1254, riguardante la fondazione della città dell'Aquila (all'epoca detta solamente "Aquila").

## Storia

### Precedenti: la lettera a Gregorio IX
La prima fonte in cui fa menzione del possibile sorgere di una città nella località detta Acculi è la lettera del 1229 di papa Gregorio IX, in cui risponde agli uomini dei contadi di Amiternum e Forcona, che gli avevano inviato ambasciatori lamentandosi del giogo di Federico II sui castelli della valle d'Aterno. L'invio di ambasciatori, anche se incoraggiato dalla volontà feudale, denota una certa presa di coscienza da parte della popolazione di offrirsi all'ala protettrice del pontefice per realizzare una grande città commerciale.
Gregorio IX loda la popolazione per l'iniziativa, e offre appoggio nelle tribolazioni, esaltando il coraggio e sottolineando il senso anti-imperiale della supplica. Per la concessione i richiedenti dovettero sborsare 10.000 once d'oro, più altre 1000 e la calce per edificare i palazzi e i presidi, e ancora in tributo di 100 once da pagare annualmente alla Chiesa di Roma, oltre a metà dei proventi ricavati dalle esazioni penali e dalle gabelle. Inoltre i consoli dovevano essere confermati dal papa, subordinando così le scelte politiche della città al nuovo sovrano; a garanzia dell'accordo dovranno esserci un giuramento e una dichiarazione di fedeltà, ma una volta stabilite le condizioni, il papa concede finalmente il suo permesso per l'edificazione.
La località prescelta fu il villaggio di Acculi, che oggi corrisponde al locale del Borgo Rivera nel Quarto San Marciano, il territorio compreso tra la fontana delle 99 cannelle del 1272 e la chiesa di Santa Maria della Rivera, sostituita nel XIII secolo dal monastero di Santa Chiara d'Acquili. La scelta di questo borgo presso il fiume Aterno come luogo di edificazione della città fu dovuta alla posizione dominante e strategica per il punto nodale della linea di demarcazione tra le popolazioni sabine e vestine (Amiterno e Forcona) e delle due diocesi, andava insomma a costituire il baricentro dei villaggi ex italico-romani nella vallata dell'Aterno.

### Il diploma di Corrado IV

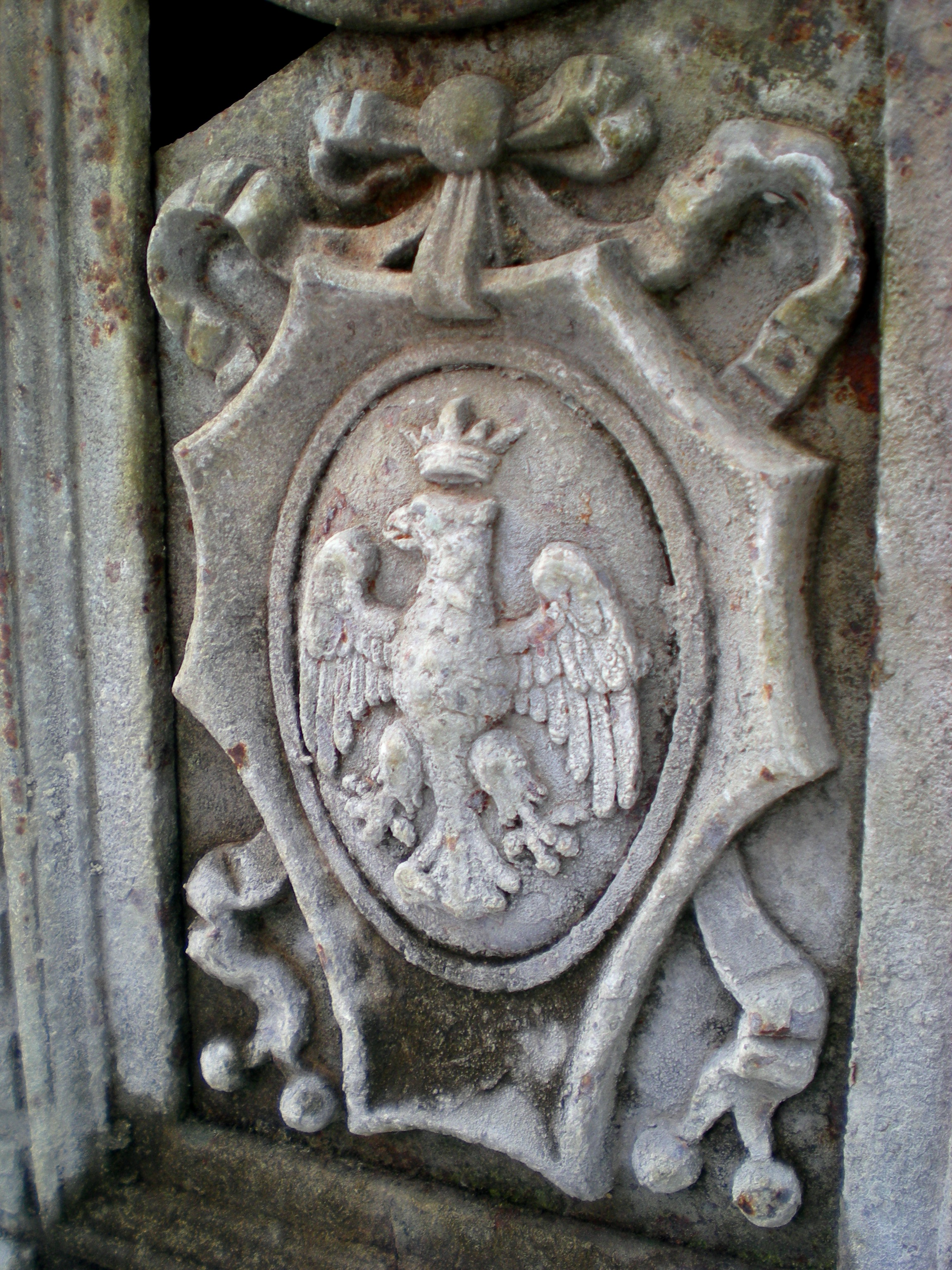
Stemma federiciano nel Parco del Castello, L'Aquila

Per anni si pensò, seguendo anche la tradizione patriottica, che il privilegio di fondazione della città fosse stato redatto da Federico II, ma fu suo figlio Corrado IV, la data comune è il 1254; se il termine ante quem è stabilito dalla morte di Corrado il 20 maggio dell'anno, e confermato da un atto notarile del 1255, il termine post è fornito da un documento del 6 maggio 1253, attraverso il quale le popolazioni di Forcona e Amiterno chiedono al consigliere regio Tommaso de Marerio a impegnarsi egli stesso, o presso il re a costruire la città; il documento aveva come scopo l'ottenimento della ratifica regia, e  non dice alcunché circa l'effettivo stato dei lavori di edificazione.
Il diploma inoltre prende chiaramente posizione contro gli antichi signori feudali della vallata, come i Conti di Poppleto (Coppito), vi è l'ordine di abbattere le rocche, la confisca dei boschi, la liberazione dagli obblighi feudali per quanti vivono entro i confini della nuova città, il permesso dei coloni di trasferirsi in città; vi è anche il divieto di edificare edifici più alti di 5 canne all'interno delle mura, allo scopo di impedire la costruzione di torri baronali, in modo che la corona di Napoli avesse potuto tenere sotto controllo la città, e in modo che nella stessa città non si verificassero rivolgimenti interni tra signorotti e popolani.
Si è discusso se le intenzioni di Corrado IV, nascondessero un pretesto per edificare una città-satellite nel Regno di Napoli per contrastare il papato, ma morì in Puglia prematuramente; intanto la città, stabilito il perimetro murario ancora oggi visibile, iniziò a popolarsi, con la lottizzazione in locali da parte dei coloni dei vari castelli della valle: Paganica, Bazzano, Roio, Sassa, Camarda, Assergi, ecc..., alimentando così anche la leggenda dei 99 castelli. Lo stesso storico Antinoririporta uno strumento del 1255 desunto dal Crispomonti, in cui descrive il fenomeno di divisione del terreno dentro le mura in lotti, soffermandosi ad esempio sul trasferimento della famiglia del barone Gualtieri di Bazzano o dei Ruggeri di Sant'Eusanio Forconese; dunque non solo i contadini vessati dai signorotti, ma i signorotti stessi e i baroni si trasferirono per cercare nuova fortuna, e riconvertire la propria economica secondo il sistema borghese-artigiano delle grandi città italiane quali Bologna e Firenze.